# Равребе, Иехиель Израилевич
Иехиель Израилевич Равребе (1883 — 1939) — советский востоковед, гебраист и переводчик.

## Биография
Родился в семье меламеда. Получил традиционное еврейское, а затем и светское образование. Работал в еврейских учебных заведениях, после революции — заведовал кафедрой семитологии в Белорусском университете. В 1930 вернулся в Ленинград, где когда-то учился. С 1931 — главный библиотекарь отдела рукописей в ПБ. Затем заведовал еврейским отделением Библиотеки, руководство которой ходатайствовало о присвоении ему звания доктора наук. Изучил и обработал много рукописей на языках Древнего Востока. Изучал историю караимов.
26 октября 1937 года арестован по обвинению в членстве в антисоветской фашистской националистической организации (пункты 10 и 11 статьи 58 УК РСФСР). 8 мая 1938 года Особым совещанием при НКВД СССР Равребе был приговорён к 8 годам лишения свободы с отбыванием наказания в исправительно-трудовом лагере Севвостлаг на Колыме. 7 февраля 1939 года скончался в пересыльном лагере во Владивостоке. Посмертно реабилитирован Ленинградской прокуратурой 30 марта 1989 года.

## Научная работа
Занимался обработкой древнееврейских текстов в отделе рукописей Государственной публичной библиотеки, также работал в Институте языка и мышления АН СССР, по плану которого занимался дешифровкой клинописного угаритского письма.

## Оценки личности
Среди еврейских рукописей Андрей Яковлевич больше интересовался написанными на арабском языке, а Равребе — средневековыми комментариями к сочинениям какого-нибудь раввина, иногда малоизвестного в истории еврейской литературы. Однако, чтобы выяснить, кто автор сочинения, нужно проделать большую работу: прочитать, какие там собственные имена, какого века, по библиографии определить, какого века эта рукопись, кто может быть автором, какого рода комментарии. А Равребе просмотрит быстро несколько листов и утверждает: это раввин такой-то. Ведь он еще мальчиком эти сочинения читал, а память у него была хорошая.

## Публикации
- Фришман Д.  Медный Змей. Перев. И. Равребе // Еврейский альманах: художественный и литературно-критический сборник — Петроград - Москва: Книгоиздательство „Петроград“, 1923 — С. 76—82.
- Равребе И. И. Свадьба макаровского цадика // Еврейская летопись. Сборник четвертый — Ленинград - Москва: Издательство „Радуга“, 1926 — С. 159—167.
- Равребе И. И. Путешественник конца XVII века — Авраам Кунки // Еврейская старина — №12, 1928 — С. 208—212.
- יִ ראַװרעבע. צוּ דער שפראַכן־געשיִכטע באַ יִיׅדן איִן דיִ לעצטע יאׇרהוּנדערטן פֿאַר דער קריִםטלעכער ערע //Труды Белорусского государствен. университета: книга первая — №23, 1929 — С. 77—100 (идиш)
- Равребе И. И. Мстиславское буйство // Еврейская старина — №13, 1930 — С. 100—115.
- Равребе И. И. О клинописных текстах из Рас-Шамра // Известия Академии Наук СССР, Отделение общественных наук — 1935, № 1 — С. 85—102.
- Франк-Каменецкий И. Г. К вопросу о развитии древнееврейского глагола  // Язык и мышление. Т. III-IV. — Л.: Изд-во Акад. наук СССР, 1935. — С. 13—46. (на С. 44—45 опубликована цитата из личного письма И. И. Равребе)